# Rainvillepolynom
Inom matematiken är Rainvillepolynomen pn(z), introducerade Rainville 1945, en serie polynom som definieras med hjälp av deras genererande funktion som
{\displaystyle \displaystyle e^{w}I_{0}(zw)=\sum _{n}p_{n}(z)w^{n}.}